# Tien Csuang-csuang
Tien Csuang-csuang (Tian Zhuangzhuang)
 (egyszerűsített kínai: 田壮壮; hagyományos kínai: 田壯壯; pinjin: Tian Zhuangzhuang, magyaros átírás szerint: Tien Csuang-csuang, Peking, 1952. április 23.) kínai filmrendező és producer. A kínai filmművészet ötödik generációs alakjainak egyike.

## Korai évek
Tien Csuang-csuang (Tian Zhuangzhuang) 1952-ben született Pekingben. Apja az 1930-as évek híres színésze, Tien Fang (Tian Fang), aki 1949 után a Beijing Film Stúdió vezetője volt. Anyja Jü Lan (Yu Lan) színésznő, aki a Beijing Children's Film Stúdiót irányította. Szülei filmes elfoglaltsága miatt Tient (Tiant) jórészt nagymamája nevelte föl, szülei pozíciója meglehetősen kényelmes gyermekkort biztosított neki. Ugyanakkor a szülők vezető filmes karrierje miatt Tien (Tian) erősebben megszenvedte a kulturális forradalom hatásait, apját és anyját is kivégezték. Rendező kollégájától, Csen Kajkotól (Chen Kaige) eltérően Tien (Tian) sosem csatlakozott a Vörös őrséghez és így végül vidékre küldték Jilinbe, mint az úgynevezett „rossz családok” számos gyermekét.
Mozis családból való származása ellenére Tien (Tian) kezdetben nem akart szülei nyomába lépni. 1968-ban besorozták a kínai hadseregbe, ahol három évig szolgált. Ott találkozott egy háborús fényképésszel, aki megismertette vele a fényképezéssel. Öt évi fotózás után Tien (Tian) végül úgy döntött, operatőri munkára vált és operatőr asszisztensként állást találsz a Beijing Agricultural Filmstúdióban.

## Karrier

### Korai karrier
1978-ban, három évnyi munka után a stúdióban Tien (Tian) sikerrel jelentkezett a Pekingi Filmakadémiára. Azonban életkora miatt kénytelen volt a rendezői szakra jelentkezni az operatőri szak helyett.
Még tanulmányai előtt rendezte az Our Corner című rövidfilmjét 1980-ban, mely Si Tieseng (Shi Tiesheng) történetéből készült. Tulajdonképpen ez az első film, melyet az ötödik generációs filmesek egyike készített. Évekkel később a rövidfilmet oktatófilmként vetítették a filmakadémia professzorai megismertetve Tient (Tiant) a színészek és filmkészítők új generációjával. Az Our Corner sikere illetve filmes tapasztalata miatt Tien (Tian) a filmakadémia diákjainak vezetője lett. Nem csak tehetségéért csodálták, de a mások tehetségét felismerő szeméért és barátaihoz való hűségéért is, akik közül legnevezetesebb Hou Jung (Hou Yong), aki Tien (Tian) számos korai munkájában operatőre volt.
1982-es diplomaszerzése után a Beijing Film Studióban dolgozott, de más stúdiók számára is készített filmeket. Művei között voltak televízió műsorok és gyerekműsorok is (Red Elephant).

### Nemzetközi sikerek
Tien (Tian) néhány '80-as évekbeli kísérleti filmjével szerzett nemzetközi ismertséget, az On the Hunting Ground és A lótolvaj című filmekkel, melyek Kína etnikai kisebbségeinek témájával foglalkoznak. Bár mindkét film meleg fogadtatásra talált külföldön, és Martin Scorsese filmrendező A lótolvajt kedvenc 1990-es évekbeli filmjének nevezte, miután azt bemutatták az Egyesült Államokban, egyik sem aratott hazai sikert. Ezt követte néhány életképes film, mint a Street Players (1987) (első filmje a Beijing Film Studiónál), a Rock 'n' Roll Kids (1988) és a Li Lianying: The Imperial Eunuch című történelmi kosztümös film (1991).

### Hazai bírálat
Tien (Tian) számos korai munkája kapott negatív visszajelzést a kínai kormánytól. Például televíziós producerek elutasították, hogy Our Corner című rövidfilmjét képernyőre tűzzék, és első jelentős filmjét, az 1984-es September című filmjének számos jelenete végezte a vágószoba padlóján a cenzúra miatt. A rendező nem találkozott szembe munkáinak igazán komoly következményeivel egészen A kék papírsárkány című 1993-as politika drámájáig, melynek témája a kommunista Hundred Flowers elnevezésű mozgalomtól a szintén kommunista Great Leap Forward gazdasági és társadalmi irányzaton át a kulturális forradalom volt. Az 1950-es és 1960-as évek kommunista politikájának óvatos kritikája fekete báránnyá tette a drámát a Beijing Filmstúdióban, el is utasították a központi jóváhagyás kérését, hogy külföldre küldhessék utómunkálatokra. A kék papírsárkányt állítólag Tien (Tian) barátai csempészték ki az országból, így kerülhetett el jóváhagyás nélkül külföldi filmfesztiválokra, mint például az 1993-as cannes-i filmfesztivál. Az ellentétek miatt Tien (Tian) 1994 márciusában elhagyta a filmstúdiót, és egy hónappal később egyike lett a kormány által fekete listára tett hat filmkészítőnek a hatodik generációs Vang Hsziaosuaj (Wang Xiaoshuai), Ho Csiencsün (He Jianjun), Csang Jüan (Zhang Yuan), Csang (Zhang) felesége, a forgatókönyvíró Ning Taj (Ning Dai) és a dokumentumfilm készítő Vu Venguang (Wu Wenguang) mellett.
A betiltások hivatalosan 1996-ig tartottak, de Tien (Tian) még évekig nem készített új filmet. Ehelyett inkább a produceri munkára, illetve Kína olyan új generációs rendezőinek útjának egyengetésére összpontosított, mint egykori művészeti rendezője Huo Csiencsi (Huo Jianqi),  Lu Hszüecsang (Lu Xuechang) és Vang Hsziaoshuaj (Wang Xiaoshuai). Mentori szerepvállalása még a 21. században is folytatódott, olyan fiatal tehetségekkel, mint Ma Liven (Ma Liwen) és Ning Hao (Ning Hao).

### Ismét elismertség
Majdnem tíz évnyi rendezői kihagyás után egy Fei Mu mestermű, a Spring in a Small Time újrafeldolgozásával, a Springtime in a Small Town című kritikusok által elismert filmmel tért vissza 1948-ban. A kék papírsárkány körüli bonyodalmak után a csupán öt szereplős film egyes kritikusok szerint Tien (Tian) biztonsági játéka volt ám a film politikai üzenetektől való mentessége nem rontotta a film visszajelzéseit. A Metacritic kritikákat gyűjtő weboldal 100-ból 84 pontos értéket jelez.
2004-ben visszatért kedvenc témájához, a kínai kisebbségekhez a A "Tea és Ló útja" - Delamu, egy HD-dokumentumfilm keretében, mely Yunnan és Tibet lakóiról szól. A Delamu-t a The Go Master követte 2006-ban, mely egy legendás kínai go játékos, Go Seigen életrajzi filmje. Tien (Tian) legutóbbi filmje egy történelmi eposz, a Kínában felvett The Warrior and the Wolf (Lang zai ji). A film eredeti főszereplője Ang Lee Ellenséges vágyak című romantikus drámájából ismert Tang Vej (Tang Wei) lett volna, de lecserélték őt Maggie Q színésznőre, miután az előbbi filmjét betiltották a kínai hatóságok.

## Díjak, jelölések
- Hawaii International Film Festival
  - 1993 - megnyerte Legjobb film - Lan feng zheng
- Huabiao Film Awards
  - 2004 - megnyerte Kiemelkedő digitális film - Cha ma gu dao xi lie
- Independent Spirit Awards
  - 1995 - jelölés Legjobb külföldi film - Lan feng zheng
- Shanghai International Film Festival
  - 2007 - megnyerte Legjobb rendező Wu Qingyuan
  - 2007 - megnyerte Press Prize Legvonzóbb rendező
- Tokyo International Film Festival
  - 1993 - megnyerte Lan feng zheng
- Tromsø International Film Festival
  - 2003 - megnyerte Xiao cheng zhi chun
- Velencei Nemzetközi Filmfesztivál
  - 2002 - megnyerte Xiao cheng zhi chun[23]

## Filmográfia

### Rendezőként
| Év   | Cím                              | Eredeti cím      |
| ---- | -------------------------------- | ---------------- |
| 1980 | Our Corner                       | 我们的小院       |
| 1980 | The Courtyard                    | 校园             |
| 1982 | Red Elephant                     | 红象             |
| 1984 | September                        | 九月             |
| 1985 | On the Hunting Ground            | 猎场扎撒         |
| 1986 | A lótolvaj                       | 盗马贼           |
| 1987 | Street Players                   | 鼓书艺人         |
| 1988 | Rock 'n' Roll Kids               | 摇滚青年         |
| 1989 | Unforgettable Life               | 特别手术室       |
| 1991 | Li Lianying: The Imperial Eunuch | 大太监李莲英     |
| 1993 | A kék papírsárkány               | 蓝风筝           |
| 2002 | Springtime in a Small Town       | 小城之春         |
| 2004 | A "Tea és Ló útja" - Delamu      | 茶马古道：德拉姆 |
| 2006 | The Go Master                    | 吴清源           |
| 2009 | The Warrior and the Wolf         | 狼灾记           |

### Producerként, executive producerként
| Év   | Cím                     | Eredeti cím |
| ---- | ----------------------- | ----------- |
| 1992 | Family Portrait         | 四十不惑    |
| 1995 | The Winner              | 赢家        |
| 1995 | Rain Clouds over Wushan | 巫山云雨    |
| 1996 | The Making of Steel     | 长大成人    |
| 1998 | So Close to Paradise    | 扁担·姑娘   |
| 2004 | Jasmine Women           | 茉莉花开    |
| 2004 | Love of May             | 五月之恋    |
| 2004 | Passages                | 路程        |
| 2006 | Love in Memory          | 爱的是你    |

## Fordítás
- Ez a szócikk részben vagy egészben  a   Tian Zhuangzhuang című angol Wikipédia-szócikk fordításán alapul.  Az eredeti cikk szerkesztőit annak laptörténete sorolja fel. Ez a jelzés csupán a megfogalmazás eredetét és a szerzői jogokat jelzi, nem szolgál a cikkben szereplő információk forrásmegjelöléseként.